# Xopilapa, Tenampa
Xopilapa är en ort i Mexiko.   Den ligger i kommunen Tenampa och delstaten Veracruz, i den sydöstra delen av landet, 250 km öster om huvudstaden Mexico City. Xopilapa ligger 413 meter över havet och antalet invånare är 357.
Terrängen runt Xopilapa är huvudsakligen kuperad, men åt sydost är den platt. Xopilapa ligger nere i en dal. Runt Xopilapa är det ganska tätbefolkat, med 62 invånare per kvadratkilometer. Närmaste större samhälle är Tuzamapan, 16,2 km nordväst om Xopilapa. I omgivningarna runt Xopilapa växer huvudsakligen savannskog.